# Arena Ciudad de México
A Arena Ciudad de México é uma arena em Azcapotzalco, Cidade do México, México acostumada a apresentar vários eventos como shows, eventos esportivos, circos, eventos privados e culturais, e convenções, entre outros. É operado pela Zignia, uma subsidiária da Avalanz.
A inauguração oficial foi em 25 de fevereiro de 2012. O investimento total foi de aproximadamente $ 300 milhões e foi projetado pela KMD Architects.
Sua capacidade máxima é de 22 400 espectadores.

## História
A arena teve sua construção iniciada em 2009 pela Avalanz em parceria com o governo local, em um terreno de 8 hectares que já no passado tinha sido parte da trilha da Ferrería e custo de $ 300 000 000.
 

Foi inaugurada em 2012, com um show do cantor Luis Miguel.